# 久保山和夫
久保山 和夫（くぼやま かずお、1933年10月20日 - ）は、佐賀県出身のプロ野球審判員。

## 来歴・人物
佐賀県立鳥栖工業高等学校卒業後、立命館大学に入学。大学卒業後にパ・リーグ審判部に入局し、3000試合出場を達成するなど長らく活躍、1995年まで現役をつとめた。審判員袖番号は8（1977年初採用から1995年引退まで、8は1997年以降栁田昌夫がつけている）。日本シリーズ3回、オールスター6回出場しており、1970年代から1980年代を代表する名審判であった。
通算試合出場数は3190試合。
プロ野球を離れてからは少年野球の審判指導などで活躍。京都府K-Ball少年野球連盟の理事（審判部長）も務めた。
同郷、同校出身の久保山誠（元西鉄・阪急）と間違われるが、別人である。